# Pere Permanyer i Puigjaner
Pere Permanyer i Puigjaner (Barcelona, 21 de julio de 1911 – 20 de marzo de 1987) fue un empresario español, fundador y gerente de la empresa fabricante de motocicletas Montesa. Casado con Rosa Mon, nacida en Viladrau (Osona), el matrimonio tuvo cinco hijos: Pere, Carme, Xavier, Mercè y Jordi.
Pere Permanyer murió pocos días antes de inaugurarse oficialmente la renovada fábrica de Montesa en Esplugas de Llobregat el 3 de abril de 1987. A aquel acto asistió el presidente de la Generalidad de Cataluña, Jordi Pujol, quien pronunció unas palabras en recuerdo suyo.

## Biografía
Hijo de Marcel·lí Permanyer y Grifoll, miembro de la burguesía catalana, Pere Permanyer creció en una familia dedicada a los negocios: su abuelo había fundado una empresa importadora de combustibles vegetales, Carbones Permanyer que, con una flota de camiones, distribuía por todo el estado la materia primera que compraba en Córcega y Sicilia y que transportaba en Barcelona con dos goletas propias.
A la edad de un año, se instaló con sus padres en el distrito barcelonés de San Martín, el nuevo domicilio familiar que hacía también de sede de la empresa. En 1975 le fue otorgado el premio "Sant Martí de oro con trascendencia internacional" por parte de la junta del Distrito, como reconocimiento a su integración y cooperación en el progreso de la juventud y el desarrollo del barrio los años que residió.
A pesar de haber colaborado en la industria familiar a las órdenes de su padre durante algún tiempo, muy pronto evidenció una inclinación natural por la industria y una pasión por la mecánica (de muy pequeño, el juego del Meccano contribuyó a desarrollar su vocación por la innovación industrial).

### Años 30: Formación
El 1931 acabó los estudios de Peritación Industrial y Mercantil y desarrolló una de sus primeras ideas juveniles: en previsión de posibles restricciones energéticas, estudió el sistema de propulsión mediante gasógenos aplicados a los motores de combustión interna. Viajó a Madrid, Londres y París, donde el sistema se había estudiado de forma académica, con la finalidad de recoger toda la información posible (en París, incluso condujo un camión de basura movido por el sistema de gasógeno, para comprobar en la práctica su funcionamiento).
Durante la guerra civil española Pere Permanyer huyó de Barcelona y pasó a pie la frontera francesa por Saint-Laurent-de-Cerdans. Una vez en Francia se desplaza a la zona sublevada y se instala en Zaragoza, donde asumió la dirección de un taller de reparación y reconstrucción de vehículos del ejército del aire rebelde. A los 26 años, era el responsable de aquel taller, que contaba con más de 50 soldados, mecánicos, ajustadores, torneros, carpinteros, planchistas y montadores. El motor de dos tiempos de las furgonetas alemanas DKW le interesó especialmente y fue el origen de sus proyectos subsiguientes. En aquel periodo, entabló una gran amistad con Josep Antoni Soler i Urgell, "Jasu".

### Años 40: Negocio de gasógenos
En 1939, finalizada la guerra, fundó un taller de construcciones mecánicas en un local de la calle Rómulo Bosch de Barcelona (antigua sede de unos almacenes del negocio familiar), estableciendo la oficina en el número 193 de la calle París.
Aprovechando los conocimientos consolidados anteriormente, se decidió a fabricar y comercializar gasógenos, negocio con el cual consiguió brillantes resultados. Sus modelos tuvieron tanto de éxito que la demanda rebasaba su capacidad de fabricación y en 1941 trasladó sus instalaciones a un local más amplio, situado en el número 408 de la calle Córcega de Barcelona.
A pesar de todo, hacia 1944, con el previsible final de la Segunda Guerra Mundial dedujo que pronto se recobraría la normalidad en el suministro de carburantes y, por lo tanto, tendría que reorientar su industria hacia otra actividad, puesto que el gasógeno era en realidad un recurso de emergencia fruto de las circunstancias. Su primera idea fue el estudio de un motor de dos tiempos para acoplarlo a las bicicletas, dado que en aquellos tiempos había una gran demanda de este tipo de vehículos ligeros y una carencia total de fabricación propia y de importaciones debido a las dos guerras encadenadas (la civil española de 1936 a 1939 y la mundial de 1939 a 1945).

### 1945: Nacimiento de Montesa
El azar quiso que su jefe de taller, "Jasu", viendo que Permanyer no disponía de suficiente capital para salir adelante con la idea, le comentara que tenía un cuñado que era propietario de una fábrica de segmentos para la automoción. Su descripción fue sencilla: "Un joven ingeniero apasionado por las motocicletas". Aquellas palabras convencieron a Permanyer, que no se lo pensó dos veces y le dijo a "Jasu" que informara a su cuñado del nuevo proyecto: la fabricación de motocicletas.

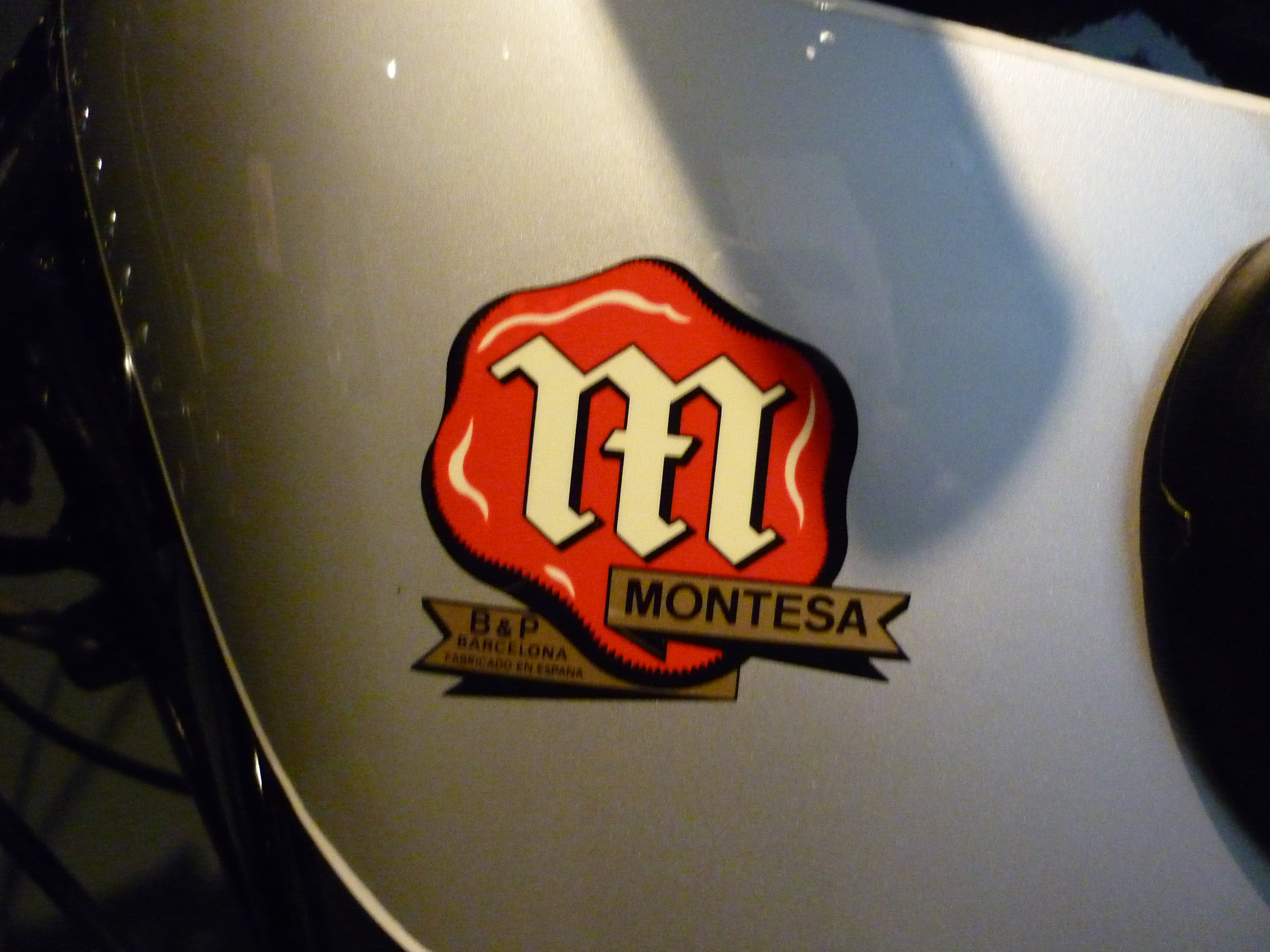
El primer logotipo de Montesa, en el depósito de una B-46/49 de 1946.

El cuñado de su amigo resultó ser Francisco Javier "Paco" Bultó, un emprendedor joven de la alta burguesía barcelonesa. De su asociación con Permanyer nació, en 1945, Montesa, una de las primeras fábricas de motos surgidas en el estado español después de la guerra.
La aportación de capital al nuevo negocio fue asumida mayoritariamente por Permanyer. En el primer balance de la nueva sociedad, a 31 de diciembre de 1945, figuraban como socios Pere Permanyer y su padre, Marcel·lí Permanyer, con 630.003,36 pts, suma que representaba el 89 % de la sociedad, y Francisco Javier Bultó con 80.619,75 pts, el 11 % restante. El primer gerente de la compañía sería Pere Permanyer.
La sociedad industrial definitiva se constituyó el 3 de febrero de 1947 con escritura pública ante el notario Frederic Trias de Bes y se adoptó la denominación de Permanyer S. A. de Industrias Mecánicas. A la nueva empresa, la familia Permanyer aportaba el 76,3 % del capital y la familia Bultó el 23,7 %, sumando un total de 810.000 pts.
El 29 de mayo de 1948, en pleno auge del negocio, se procedió a la necesaria ampliación de capital. Permanyer empeñó su patrimonio particular y, junto con 23 pequeños accionistas, aportó el capital que hacía falta para poder continuar con el plan de crecimiento, fijándose en un total de 2.310.000 pts. La composición de socios quedó así: Familia Permanyer 44 %, familia Bultó-Marqués 30,9 %, familia Guixà-Arderiu 13,6 %, familia Milá 9,5 %, otras, un 2 %.
El 1958 se desencadenó una serie de malentendidos entre los dos socios principales, provocados básicamente por la diferente visión que tenían del negocio en relación con la competición (Permanyer era partidario de retirarse para reducir costes, mientras Bultó era un incondicional de las carreras, fiel a su máxima: "El mercado sigue a la bandera de cuadros"). No hubo acuerdo y se produjo la ruptura, yéndose Bultó de la sociedad, llevándose con él un puñado de directivos afines, con quienes en poco menos de un año acabaría fundando Bultaco.
En palabras de Paco Bultó, "Pere Permanyer y yo formábamos un buen matrimonio: discutíamos pero nunca nos separábamos. Permanyer era el sentido de la organización y la economía. Formábamos un buen equipo y no nos hubiéramos separado nunca, pero hubo quienes lo envolvieron maliciosamente y ninguno de los dos lo vio claro. Entonces fue cuando nos dividimos y me fui".

### 1986: Montesa Honda
Con la crisis de final de los años 70, Montesa entró en un momento delicado que acabó desembocando en su absorción definitiva por parte de Honda. El 1 de julio de 1986, después de unos años de gradual toma de importancia en el accionariado por parte de los japoneses, Montesa Honda, S.A. se quedaba con las instalaciones y trabajadores restantes de Montesa. El capital social quedó definitivamente constituido con un 88 % perteneciente a Honda Motor y un 12 % a los socios catalanes.
Se acababa así con la obra de Pere Permanyer, que de la nada había creado una empresa de renombre internacional, líder en tecnología y con un excelente palmarés deportivo, con más de 40 años de existencia.